# Форенца, Элеонора
Элеонора Форенца (ит. Eleonora Forenza, род. 10 ноября 1976, Бари) — итальянская политик, спикер Партии коммунистического возрождения по вопросам культуры и коммуникаций, с 2014 года — член Европейского парламента от фракции Европейские объединённые левые/Лево-зелёные Севера. Входит в коллектив Femministe Nove и попечительский совет Международного общества Грамши.

## Биография
Элеонора родилась и выросла в Бари, в 2002 году окончила факультет Литературы с отличием в Университете Бари. В том же университете в 2006 году она получила докторскую степень в исследовании итальянского языка. В 2016 году она также получила Докторскую степень в области истории женщин и гендерной идентичности в Университете "L'Orientale" в Неаполе с диссертацией по феминизму и Коммунистической партии Италии. Она была исследователем истории политической мысли в Университете Рима Три.